# Мъпетите превземат Манхатън
„Мъпетите превземат Манхатън“ (на английски: The Muppets Take Manhattan) е американски куклен филм от 1984 г. Неговите продължения са „Мъпет Кино“ (1979), „Голямата лудория на мъпетите“ (1981), „Коледната песен на мъпетите“ (1992), „Мъпетският остров на съкровищата“ (1996), „Мъпети в космоса“ (1999) и „Мъпетите“ (2011). Филмът излиза на екран на 13 юли 1984 г.